# Josep Casadevall
Josep Casadevall (Girona, 10 september 1946)  is een Andorrees jurist en rechter.

## Carrière
Casadevall heeft rechten gestudeerd aan de Complutense Universiteit van Madrid in Spanje (LL.B 1978). Hij heeft onder meer gewerkt als secretaris-generaal bij het stadhuis van Andorra la Vella (1970-1980), als professor bij de Rechtsfaculteit van de Universidad Nacional de Educación a Distancia (1984-1992) en als president van de rechtersvereniging van Andorra (1993-1996).
In 1996 werd hij aangewezen als rechter door de Europese Commissie voor de Rechten van de Mens (ECRM) ter vertegenwoordiging van Andorra. In 1998 werd de ECRM ontbonden en vervangen door het Europees Hof voor de Rechten van de Mens (EHRM). Op 1 november 1998 werd hij opnieuw aangesteld om Andorra te vertegenwoordigen. Zijn termijn als rechter  bij het EHRM eindigde op 31 oktober 2015.